# Yabucoa Borikén

Yabucoa Borikén es un club de fútbol de la Segunda división de la Liga Nacional de Fútbol de Puerto Rico de Yabucoa, Puerto Rico

## Temporada 2008
El club terminó la temporada 4-5.

## Liga Nacional 2009
El club debutó ante el club Maunabo Leones perdiendo 2-1. Terminó la temporada en cuarto lugar de la división este con 21 puntos en 15 partidos. Fallando la postemporada.

## Plantilla
Lista completa de jugadores